# Madhuca engleri
Madhuca engleri är en tvåhjärtbladig växtart som först beskrevs av Elmer Drew Merrill, och fick sitt nu gällande namn av Willem Willen Vink. Madhuca engleri ingår i släktet Madhuca och familjen Sapotaceae. Inga underarter finns listade i Catalogue of Life.